# 2494 Inge
2494 Inge è un asteroide della fascia principale del diametro medio di circa 55,61 km. Scoperto nel 1981, presenta un'orbita caratterizzata da un semiasse maggiore pari a 3,1631980 au e da un'eccentricità di 0,0634658, inclinata di 11,52172° rispetto all'eclittica.
L'asteroide è dedicato allo statunitense Jay L. Inge, amico dello scopritore.